# 大伴家持
大伴 家持（おおとも の やかもち）は、奈良時代の公卿・歌人。大納言・大伴旅人の子。官位は従三位・中納言。三十六歌仙の一人。小倉百人一首では中納言家持。
『万葉集』の編纂に関わる歌人として取り上げられることが多いが、大伴氏は大和朝廷以来の武門の家であり、祖父、安麻呂、父、旅人と同じく律令制下の高級官吏として歴史に名を残し、延暦年間には中納言にまで昇った。

## 経歴
天平10年（738年）に内舎人と見え、天平12年（740年）藤原広嗣の乱の平定を祈願する聖武天皇の伊勢行幸に従駕。天平17年（745年）に従五位下に叙爵し、翌天平18年（746年）3月に宮内少輔、次いで6月21日に越中守に任ぜられて地方官に転じる。赴任中の天平21年（749年）従五位上に昇叙される一方で、223首の和歌を詠んだ｡
天平勝宝3年（751年）7月17日に少納言に任ぜられて帰京後、天平勝宝6年（754年）兵部少輔、天平勝宝9歳（757年）兵部大輔と孝謙朝後半は兵部省の次官を務める。この間の天平勝宝7歳（755年）難波で防人の検校に関わるが、この時の防人との出会いが『万葉集』の防人歌収集につながっている。天平宝字元年（757年）に発生した橘奈良麻呂の乱では、越中国赴任時に深い交流を持った大伴池主を始めとして、大伴古麻呂や大伴古慈斐ら一族が処罰を受けたが、家持は謀反に与せず処罰を免れる。しかし、乱の影響を受けたものか、翌天平宝字2年（758年）に因幡守に任ぜられ再び地方官に転出。翌天平宝字3年（759年）正月に因幡国国府で『万葉集』の最後の和歌を詠んだ。
天平宝字6年（762年）信部大輔に任ぜられ京官に復すが、淳仁朝で権勢を振るっていた太師・藤原仲麻呂に対して、藤原宿奈麻呂・石上宅嗣・佐伯今毛人の3人とともに暗殺計画を立案する。しかし密告により計画は露見し、天平宝字7年（763年）に4人は捕えられてしまう。ここで藤原宿奈麻呂が単独犯行を主張したことから、家持は罪に問われなかったものの、翌天平宝字8年（764年）正月に薩摩守へ左遷される報復人事を受けた。

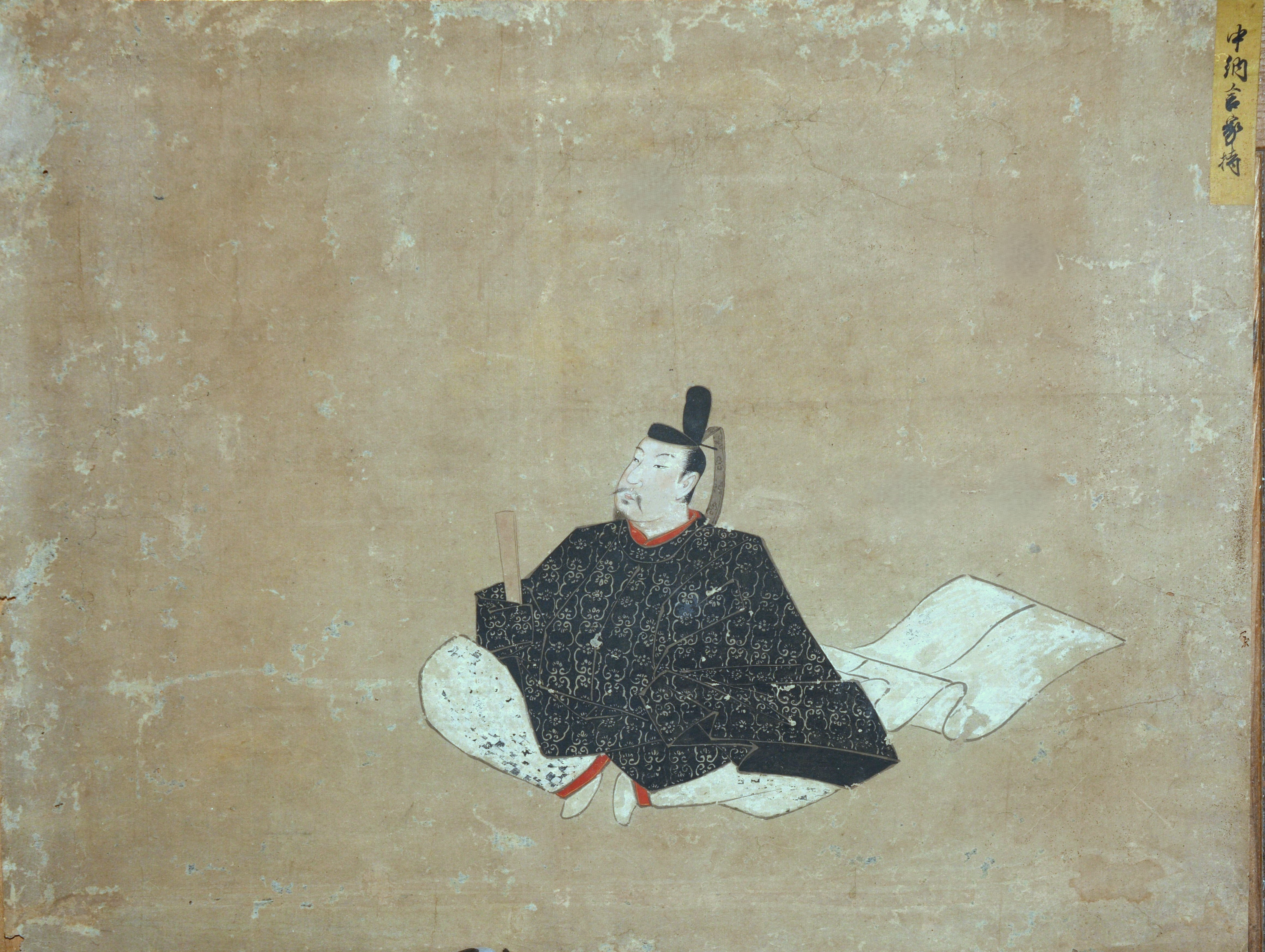
大伴家持　三十六歌仙絵（個人蔵）

九州に下向していたためか、同年9月に発生した藤原仲麻呂の乱での動静は伝わらない。その後、神護景雲元年（767年）大宰少弐に転じ、称徳朝では主に九州地方の地方官を務めている。
神護景雲4年（770年）9月に称徳天皇が崩御すると左中弁兼中務大輔と要職に就き、11月の光仁天皇の即位に伴って、21年ぶりに昇叙されて正五位下となる。光仁朝では式部大輔・左京大夫・衛門督と京師の要職や上総・伊勢と大国の国守を歴任する一方で、宝亀2年（771年）従四位下、宝亀8年（777年）従四位上、宝亀9年（778年）正四位下と順調に昇進する。宝亀11年（780年）参議に任ぜられて公卿に列し、翌天応元年（781年）には従三位に叙せられた。
桓武朝に入ると、天応2年（782年）正月には氷上川継の乱への関与を疑われて解官されるなど、政治家として骨太な面を見ることができる。しかし、早くも同年4月には罪を赦され参議に復し、翌延暦2年（783年）には先任の参議であった藤原小黒麻呂・藤原家依を越えて中納言に昇進する。また、皇太子・早良親王の春宮大夫も兼ねた。さらに、延暦3年（784年）には持節征東将軍に任ぜられて、蝦夷征討の責任者となる。翌延暦4年（785年）4月には陸奥国に仮設置していた多賀・階上の両郡について、正規の郡に昇格させて官員を常駐させることを言上し許されている。
同年8月28日薨去。最終官位は中納言従三位兼行春宮大夫陸奥按察使鎮守府将軍。兼任していた陸奥按察使持節征東将軍の職務のために滞在していた陸奥国で没した、あるいは遙任の官として在京していたとの両説がある。したがって死没地にも平城京説と多賀城説とがある。
没した直後に藤原種継暗殺事件が造営中の長岡京で発生、家持も関与していたとされて、追罰として、埋葬を許されず、官籍からも除名された。
歴史学者の長谷部将司は、種継の暗殺は家持の死から1か月後の事件であるにもかかわらず、まだ埋葬が済んでいないのは長岡京から離れた土地で死去したから、すなわち陸奥国に滞在中に死去したと断定する（長岡京に在京中に死去したならば、種継暗殺事件前に埋葬が済んでいる筈である）。同時に藤原種継暗殺事件への関与を疑問視している。
子の永主も隠岐国への流罪となった。家持は没後20年以上経過した延暦25年に恩赦を受けて従三位に復しいる。

## 歌人として

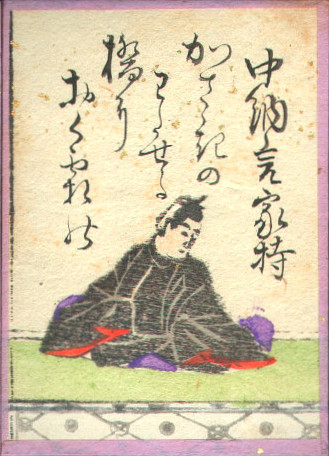
百人一首かるた読み札「中納言家持」

長歌・短歌など合計473首が『万葉集』に収められており、『万葉集』全体の1割を超えている。このことから家持が『万葉集』の編纂に拘わったと考えられている。『万葉集』卷十七～二十は、私家集の観もある。なお、473首のうち223首が越中国在住中の歌である。
『万葉集』の最後は、天平宝字3年（759年）正月の「新しき年の始の初春の 今日降る雪のいや重け吉事（よごと）」（卷二十-4516）である。時に、従五位上因幡守大伴家持は42歳。正五位下になるのは、11年後のことである。『百人一首』の歌（かささぎの渡せる橋におく霜の白きを見れば夜ぞ更けにける）は、『万葉集』には入集していない。
勅撰歌人として、『拾遺和歌集』（3首）以下の勅撰和歌集に60首が採られている。
太平洋戦争中に玉砕を報せる大本営発表の前奏曲として流れた「海ゆかば」（作曲：信時潔）は、家持の「賀陸奥国出金詔書歌」（『万葉集』巻十八）に拠る。

## 大伴家持像
昭和56年（1981年）の第1回高岡万葉まつりを記念してJR高岡駅北口駅前広場に大伴家持像が設置された。その後、JR高岡駅周辺整備事業に伴って一時撤去して修理された際、家持の赴任地の越中国府が存在した伏木地区へ像を移転する意見も出されていたが、最終的には高岡駅のシンボルとして駅北口に再び設置されることになった。
また、薩摩国司として赴任した鹿児島県薩摩川内市の川内歴史資料館近くおよび川内駅前にも、「未来へ語る歴史像」の一つとして大伴家持像が存在する。

## 官歴
注記のないものは『六国史』による。
- 天平10年（738年） 日付不詳：見内舎人[10]
- 時期不詳：正六位上
- 天平17年（745年） 正月7日：従五位下
- 天平18年（746年） 3月10日：宮内少輔。6月21日：越中守
- 天平21年（749年） 4月1日：従五位上
- 天平勝宝3年（751年） 日付不詳：少納言[10]
- 天平勝宝6年（754年） 4月5日：兵部少輔。11月1日：山陰道巡察使
- 天平勝宝9歳（757年） 6月16日：兵部大輔。日付不詳：見右中弁[11]
- 天平宝字2年（758年） 6月16日：因幡守
- 天平宝字6年（762年） 正月9日：信部大輔
- 天平宝字8年（764年） 正月21日：薩摩守
- 神護景雲元年（767年） 8月29日：大宰少弐
- 神護景雲4年（770年） 6月16日：民部少輔。9月16日：左中弁兼中務大輔。10月1日：正五位下
- 宝亀2年（771年） 11月25日：従四位下
- 宝亀3年（772年） 2月16日：式部員外大輔
- 宝亀5年（774年） 3月5日：相模守、止左中弁。9月4日：左京大夫兼上総守
- 宝亀6年（775年） 11月27日：衛門督
- 宝亀7年（776年） 3月6日：兼伊勢守
- 宝亀8年（777年） 正月7日：従四位上
- 宝亀9年（778年） 正月16日：正四位下
- 宝亀11年（780年） 2月1日：参議。2月9日：右大弁
- 天応元年（781年） 4月14日：兼春宮大夫。4月15日：正四位上。5月7日：兼左大弁、春宮大夫如元。8月8日：復任（母服喪）。11月15日：従三位。12月23日：山作司（光仁上皇崩御）
- 天応2年（782年） 正月19日：解官（氷上川継の乱連座）。4月：宥罪、復任[4]。5月17日：兼春宮大夫。6月17日：兼陸奥按察使鎮守将軍
- 延暦2年（783年） 7月19日：中納言
- 延暦3年（784年） 2月：持節征東将軍
- 延暦4年（785年） 8月28日：薨去（中納言従三位兼行春宮大夫陸奥按察使鎮守府将軍）。9月24日：除名（藤原種継暗殺事件）
- 延暦25年（806年） 3月17日：復位（従三位）

## 系譜
- 父：大伴旅人[12]
- 母：丹比郎女
- 妻：大伴坂上大嬢 - 大伴宿奈麻呂の娘[要出典]
- 生母不明の子女
  - 男子：大伴永主[12]

この他に藤原訓儒麻呂に求婚された娘がいたと推測される歌が『万葉集』に残されている。

## 大伴家持を題材とした作品

### 小説
- 『歌と門の盾』高木卓、1940年、三笠書房（1940年第11回芥川賞を授与されるが辞退）。
- 『大伴家持』岩倉政治、1986年、新興出版社。
- 『悲歌大友家持』田中阿里子、1991年、講談社のち徳間文庫。
- 『大伴坂上大嬢―家持に添うて』長野規、1996年、思潮社。
- 「年下の男」（『万葉恋づくし』収録）梓澤要、2017年、新潮社のち文庫。
- 『万葉集をつくった男 小説・大伴家持』篠崎紘一、2019年、角川文庫[15]。

### 漫画
- 長岡良子『初月（みかづき）の歌』1990年、秋田書店。
- そにしけんじ『ねこねこ日本史』日本実業出版社、NHKEテレのテレビアニメ版の声優は小林ゆう。

### 舞台
- 大伴家持生誕1300年記念事業演劇公演「大伴家持『剣に歌に、夢が翔ぶ！』」（2017年、演：和泉元彌）[16]。

### 朗読劇
- 令和に万葉！プロジェクト「『やかもち』ー万の葉を集めてー」（2021年、演：和泉元彌）[17]。